# Emmer (Getreide)
Emmer (Triticum dicoccon Schrank, Synonym: Triticum turgidum subsp. dicoccon (Schrank) Thell.), auch Zweikorn genannt, ist eine Pflanzenart aus der Gattung Weizen (Triticum) innerhalb der Familie der Süßgräser (Poaceae). Er ist, zusammen mit Einkorn, eine der ältesten kultivierten Getreidearten. Diese Weizenart mit lang begrannten, meist zweiblütigen Ährchen wird heute in Europa kaum noch angebaut – wenn, dann im Wesentlichen der Schwarze Emmer. Daneben gibt es den Weißen und den Roten Emmer.

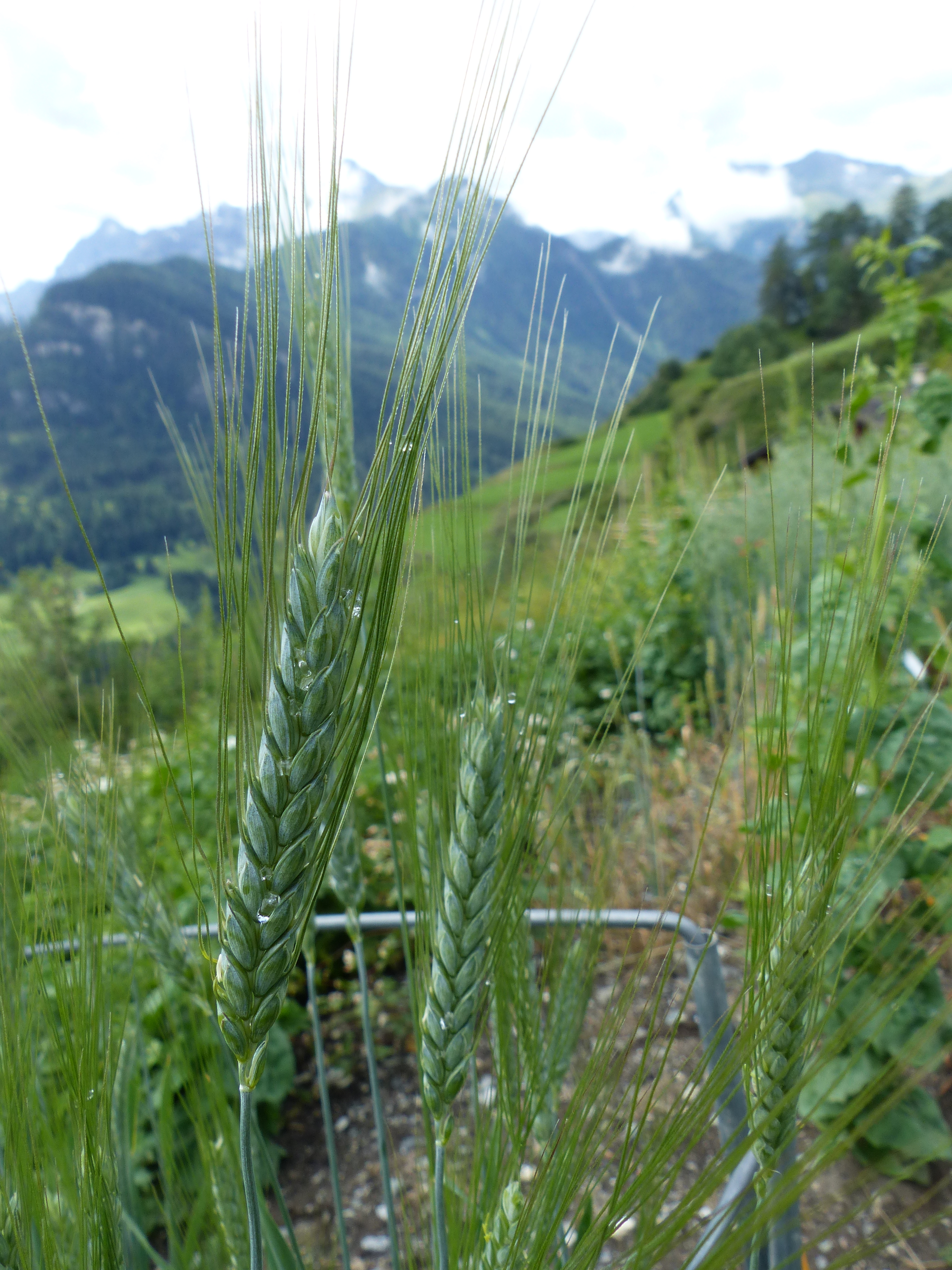
Emmer

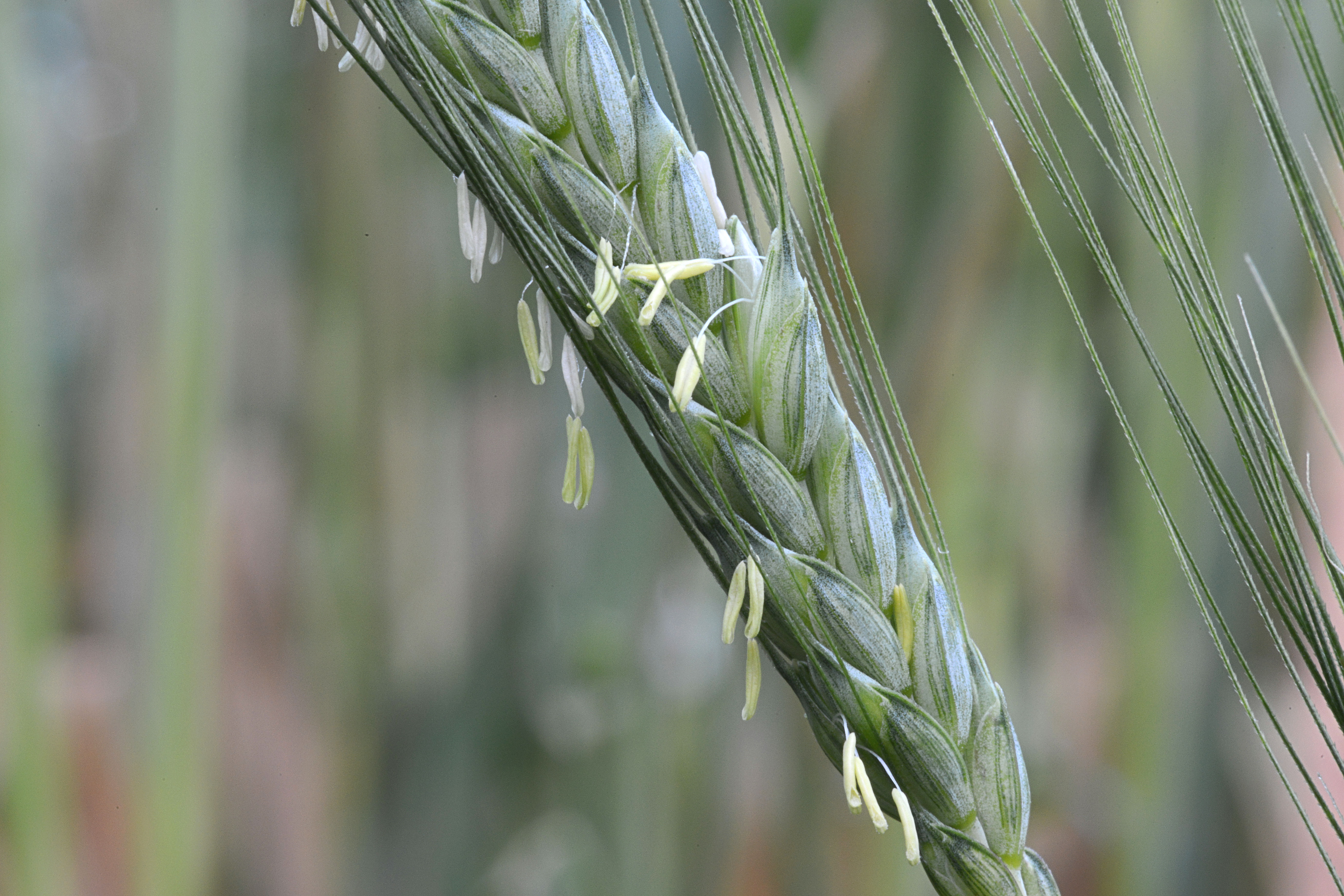
Emmer (Triticum turgidum subsp. dicoccon) blühend

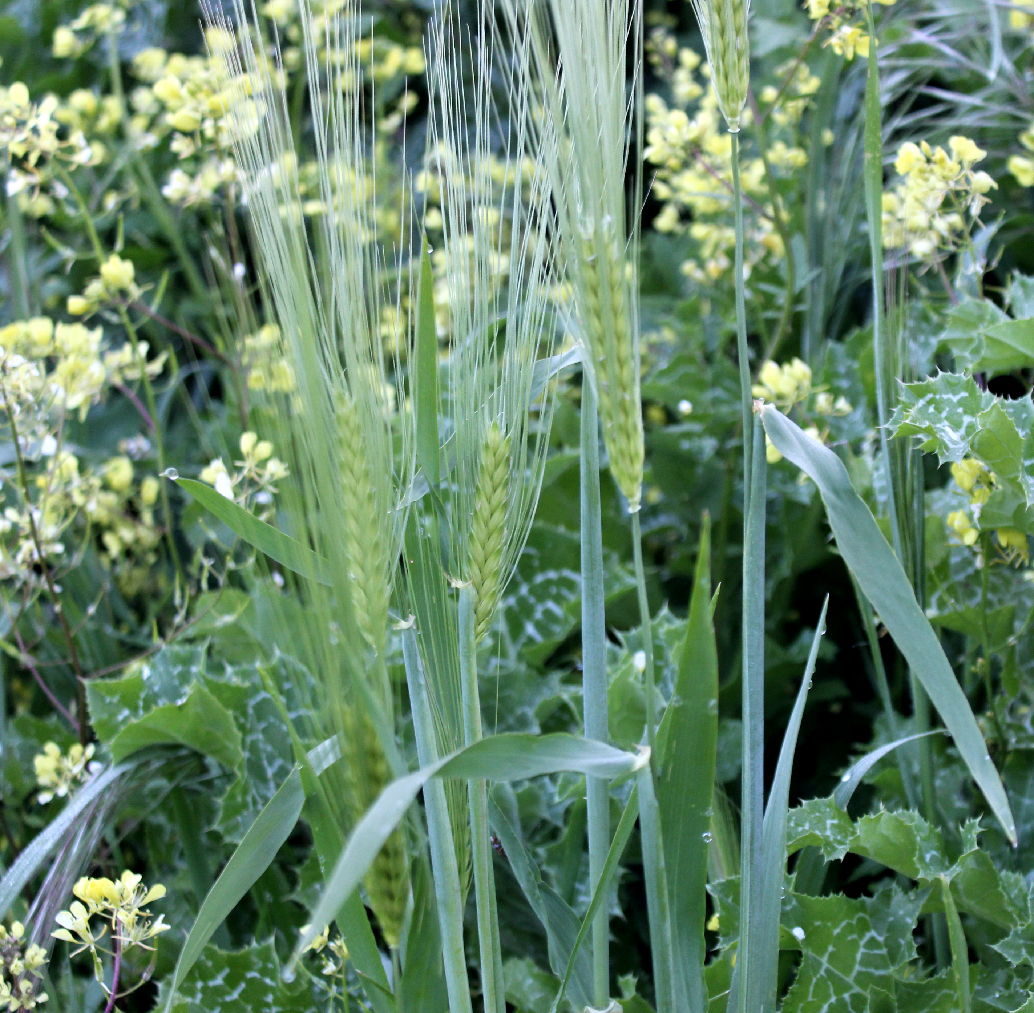
Wilder Emmer (Triticum turgidum subsp. dicoccoides)

## Beschreibung

### Vegetative Merkmale
Der Emmer ist eine einjährige Pflanze, die 80 bis 130 (bis 180) Zentimeter hoch wird. Die Halme sind dickwandig, die oberen Internodien meist voll und die Knoten sind kahl. Die Blattspreiten sind bis 15 Millimeter breit, samtartig behaart oder kahl und tragen am Grund 2 große sichelförmige Öhrchen. Die Blattöhrchen des Emmer sind groß und bewimpert, die Blatthäutchen sind mittelgroß und stumpfgezahnt.

### Generative Merkmale
Die Blütenähre ist (ohne die Grannen) 3 bis 11 Zentimeter lang und bis 12 Millimeter breit. Blütezeit ist Juni bis Juli. Die Ähren sind dicht und seitlich zusammengedrückt. Die Ährenspindel ist an den Knoten dicht behaart; sie zerfällt zur Reifezeit auf Druck und beim Dreschen so, dass das Spindelglied unterhalb der Abbruchstelle mit dem Ährchen verbunden bleibt und wie ein Stiel unter ihm steht. Die Ährchen sind drei- bis vierblütig mit meist 2 fruchtbaren Blüten. Die Hüllspelzen sind 7 bis 11 Millimeter lang, kahnförmig und schief abgeschnitten. Der hervortretende Kiel läuft in einen spitzen oder abgerundeten Zahn aus. Die Deckspelzen sind fast immer begrannt; die Granne ist bis 15 Zentimeter lang. Die Vorspelzen sind zweinervig.

## Wildform und Vorkommen
Wilder Emmer ist der Urvater der „Emmerreihe“ (mit 2n = 4x = 28 Chromosomen). Zu ihr gehören auch der Hartweizen (Triticum durum) und Kamut. Emmer ist tetraploid und ein natürlich entstandener Additionsbastard zweier diploider Süßgräser: Triticum urartu, das mit wildem Einkorn (Triticum boeoticum) eng verwandt ist, und einer bisher nicht genau identifizierten Aegilops-Art, die mit Aegilops searsii und Aegilops speltoides eng verwandt ist.
Die Wildform des Emmers kann mit domestiziertem tetraploidem Weizen fruchtbare Kreuzungen eingehen.
Die Stammform des Emmer ist der Wilde Emmer (Triticum dicoccoides (Asch. & Graebn.) Schweinf.). Beide zusammen werden heute als Unterarten von Triticum turgidum angesehen:
- Triticum turgidum subsp. dicoccon (Schrank) Thell.[4]
- Triticum turgidum subsp. dicoccoides (Asch. & Graebn.) Thell.

Es können noch 11 weitere Unterarten unterschieden werden.
Wilder Emmer kommt in der Südosttürkei, in Syrien, im Libanon, in Jordanien, Palästina, Israel und im östlichen Irak und Iran vor (Fruchtbarer Halbmond). Teilweise wächst er zusammen mit dem wilden tetraploiden Weizen (Triticum araraticum), mit dem er leicht verwechselt werden kann. Nach genetischen Untersuchungen ist der domestizierte Emmer am nächsten mit den Wildarten im südöstlichen Kleinasien verwandt.

## Taxonomie
Der Emmer wurde 1789 von Franz von Paula von Schrank in Baiersche Flora Band 1, S. 389 als Triticum spelta var. dicoccon erstbeschrieben. Diese Varietät wurde 1918 als Unterart Triticum turgidum subsp. dicoccon (Schrank) Thell. in Naturwissenschaftliche Wochenschrift N.F., Band 17 S. 470 zu Triticum turgidum L. gestellt. Synonyme von Triticum turgidum subsp. dicoccon (Schrank) Thell. sind Triticum dicoccon (Schrank) Schrank, Triticum vulgare subsp. dicoccon (Schrank) Körn., Gigachilon polonicum subsp. dicoccon (Schrank) Á. Löve, Triticum dicoccon subsp. europaeum Vavilov, Triticum spelta subsp. dicoccon (Schrank) Husnot, Triticum  aestivum subsp. dicoccon (Schrank) Thell., Triticum sativum subsp. dicoccon (Schrank) Asch. & Graebn.

## Domestikation
Domestizierter Emmer hat ein AABB-Genom und eine feste Rhachis, die verhindert, dass sich das Getreide selbst aussäen kann. Bei Wildem Emmer bricht die Ährchengabel, wenn das Korn reif ist, und es kann sich verbreiten. Domestizierter Emmer wurde in Tell Aswad, in Abu Hureyra (Schicht 2) und Cayönü gefunden. Ob der Emmer aus Nevali Cori vollständig domestiziert ist, ist unklar. Seit dem präkeramischen Neolithikum B kommt domestizierter Emmer regelmäßig vor.

## Geschichte
Emmer (im Lateinischen wurde der Emmer bzw. dessen Graupen früher wie der Dinkel auch Candarusum genannt) gehört zusammen mit dem Einkorn zu den ältesten kultivierten Getreidearten. Sein Ursprung liegt im Nahen Osten, wo er seit mindestens zehntausend Jahren angebaut wird. Die wichtige alte Kulturpflanze (Weizenart) spielte eine herausragende Rolle bei der Neolithischen Revolution. In Ägypten und Äthiopien wurde Emmer noch im Mittelalter angebaut.
In Europa verbreitete sich der Anbau von Emmer während der frühesten neolithischen Besiedlung durch die Bandkeramische Kultur. Durch die Ausbreitung des Ackerbaus während des Neolithikum und in der Bronzezeit kam der Emmer von Westpersien über Ägypten, Nordafrika und den Balkan bis nach Mitteleuropa und Irland. Nach der Bronzezeit ging der Anbau von Emmer in Mitteleuropa stark zurück. Erst zur Römerzeit spielte er wieder eine wesentliche Rolle: Emmer galt den Römern als „Weizen von Rom“. Erst ab der Neuzeit verlor er in Europa völlig an Bedeutung; im Laufe des 20. Jahrhunderts stieg die Anbaufläche für Emmer jedoch wieder an.

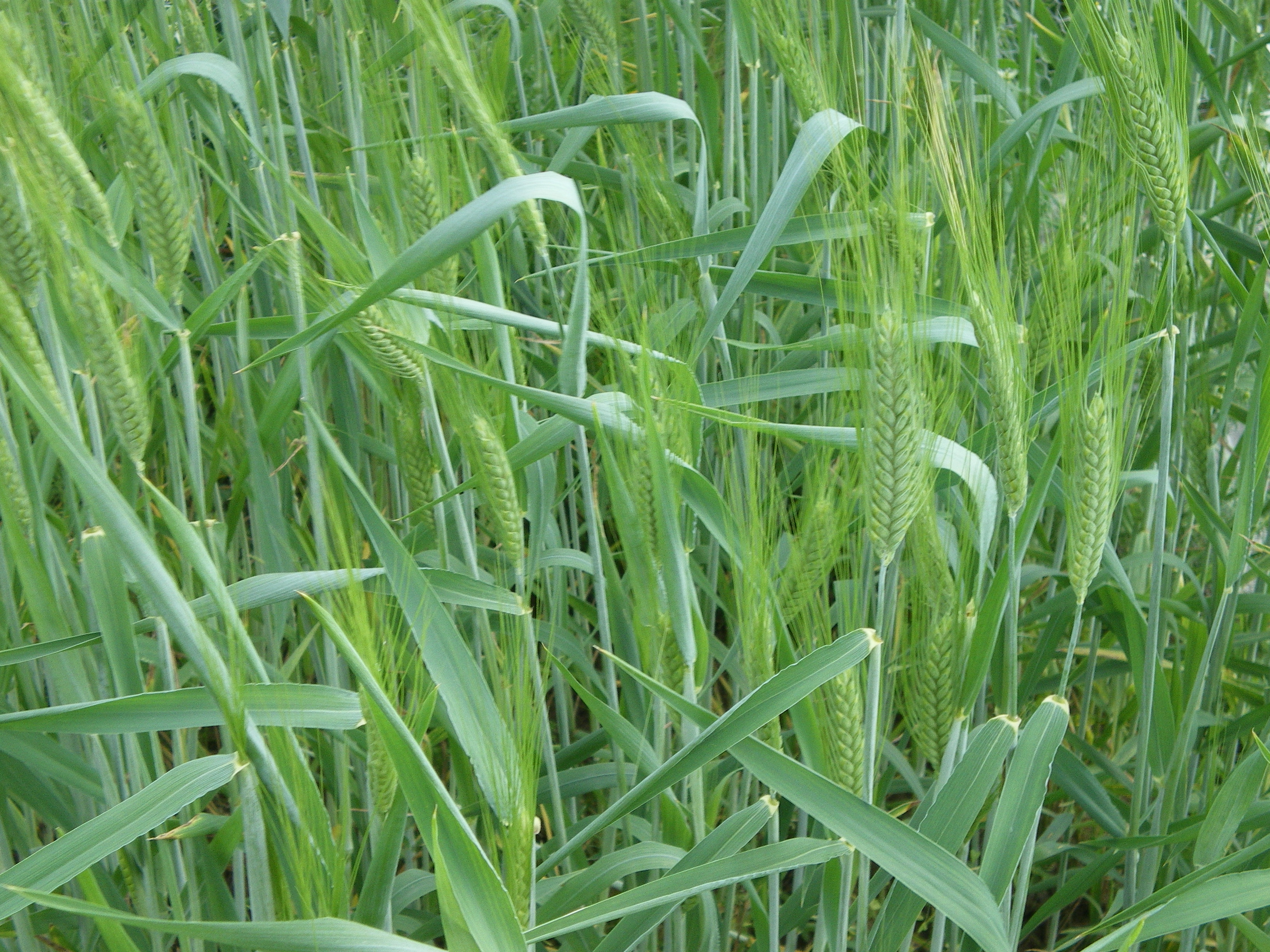
Emmer nach dem Ährenschieben

## Aufbau
Emmer gehört zu den Gräsern, deren Körner – genau wie Nüsse – zu den einsamigen Schließfrüchten zählen.
Der Emmer hat zwei Körner pro Ährchen, die fest von Spelzen umschlossen sind. Emmer kann bis zu 1,50 m hoch wachsen. Die enorme Höhe führt unter Umständen aber zu geringer Standfestigkeit.

## Merkmale des Kornes und Verwendung

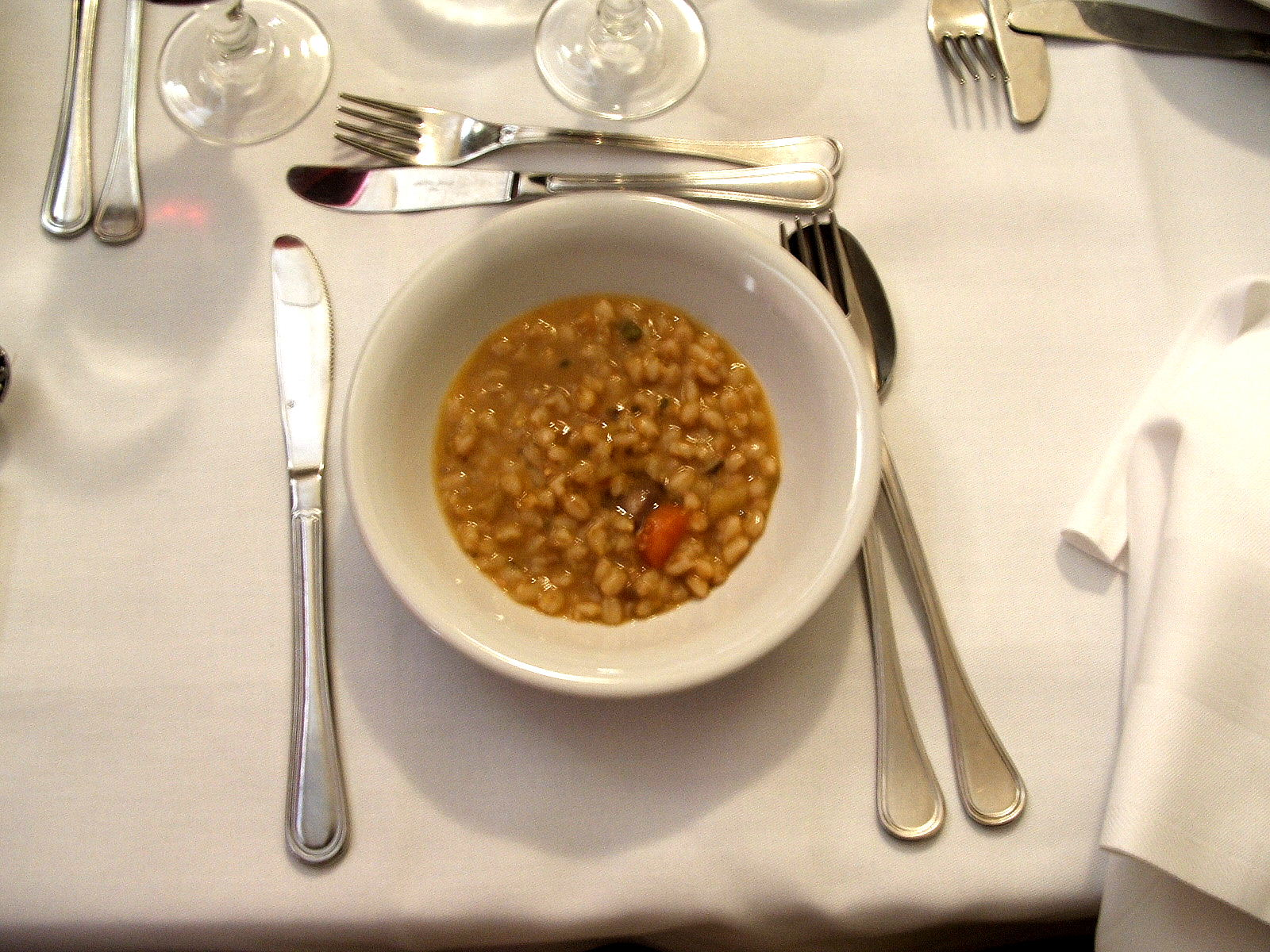
Italienische minestra di farro

Emmergetreide ist eiweiß- und mineralstoffreich. Trotz seiner mäßigen Klebereigenschaften ist Emmer auch für die Brotherstellung geeignet. Vollkornbackwaren verleiht Emmer einen herzhaften und leicht nussigen Geschmack. Ebenso wird der Emmer für die Bierherstellung eingesetzt. Das Emmerbier ist dunkel und sehr würzig.
Die Ähren werden in der Floristik bei Gestecken verwendet. Die gekochten Körner können als Einlage für Suppen und Eintöpfe, aber auch in Salaten, Aufläufen oder Bratlingen verwendet werden. Eine italienische Spezialität ist die Zweikornsuppe (minestra di farro oder: zuppa al farro), ein deftiger Emmereintopf, ein klassisches „Armeleutegericht“ aus den ländlichen Gebieten der Toskana.

## Verbreitung in der Welt heute

### Deutschland, Österreich und Schweiz
Vor dem Zweiten Weltkrieg wurde Emmer noch spärlich in Thüringen und in Süddeutschland angebaut.
Heute ist Emmer in Mitteleuropa nach wie vor ein Nischenprodukt, gewinnt aber regional an Bekanntheit. In Nordbayern wird im Raum Coburg wieder Emmer angebaut und dort unter anderem für die Bierherstellung verwendet (auf Emmerbier hat sich z. B. das Riedenburger Brauhaus spezialisiert). Der Emmeranbau wurde dort im Rahmen eines Projektes zur Förderung des Anbaus alter Kulturarten sowie seltener Ackerwildkräuter wieder aufgenommen. Forscher der Universität Hohenheim (Stuttgart) und Vertreter des baden-württembergischen Landesinnungsverbandes der Bäcker haben einen „Arbeitskreis Spelzgetreide“ (Einkorn, Emmer und Dinkel) gegründet, in dem auch Müller und Nudelfabrikanten vertreten sind, und wollen den Anbau dieser frühen Weizensorten darüber fördern.
In Österreich wird Emmer im Burgenland und in Niederösterreich angebaut und über Bio-Läden und Supermärkte vertrieben.
In der Schweiz wird der Weiße Emmer im Schaffhauser Klettgau wie auch im Zürcher Weinland seit Mitte der 1990er Jahre wieder angebaut. Zu den daraus verarbeiteten Produkten zählen neben Emmerkörnern und -mehlen auch Spezialbrote, Teigwaren, Emmer-Schwarzbier und Emmerschnaps. In Süddeutschland und in der Schweiz ist „Sommer-Dinkel“ ein volkstümlicher Name für Emmer.

### Übriges Europa
In Italien wird der Emmeranbau ausgeweitet. Insbesondere in der gebirgigen Gegend von Garfagnana in der Toskana genießt Emmer, in Italien farro medio, farro dicocco oder schlicht farro genannt, gesetzlichen Schutz und besonderen Status (indicazione geografica protetta d. h. „geschützte geografische Angabe“). Die Produktion wird durch eine Genossenschaft (Consorzio Tutela Farro IGP della Garfagnana, eigentlich Consorzio per la tutela dell'indicazione geografica protetta Farro della Garfagnana) überwacht. Produkte aus Emmer werden in Reformläden in Italien und in Großbritannien angeboten.
In Finnland wird Emmer auf dem Gut Malmgård in Uusimaa seit 2009 mit guten Erträgen angebaut. Im Jahr 2012 wurde dort auf 18 ha Emmer angebaut.
Da Emmer auf schwachen Böden in Gebirgsgegenden gute Erträge verspricht und resistent gegenüber Krankheiten ist, wird er auch z. B. in Tschechien, der Slowakei (an der Grenze zwischen den beiden Ländern), Spanien (Asturien), Griechenland, Albanien und der Türkei angebaut.

### Afrika
Emmer ist traditionelle Frucht in Äthiopien, wo er Potential zur Verbesserung der Nahrungssicherheit besitzt.

## Anbau

### Bodenansprüche und Bodenbearbeitung
Emmer hat keine besonders hohen Ansprüche an die Bodenart und den pH-Wert des Bodens.
Die Grundbodenbearbeitung sollte mit dem Pflug oder Grubber erfolgen. Die Saatbettbereitung sollte aufgrund der Strukturreserve und des Windhalms nicht zu fein sein. Dies entspricht der Saatbettbereitung für Weizen. Die Stoppelbearbeitung ist für die schnellere Rotte der Ernterückstände sehr sinnvoll.
Die ökologischen Zeigerwerte nach Landolt et al. 2010 sind in der Schweiz: Feuchtezahl F = 2+ (frisch), Lichtzahl L = 4 (hell), Reaktionszahl R = 4 (neutral bis basisch), Temperaturzahl T = 4+ (warm-kollin), Nährstoffzahl N = 3 (mäßig nährstoffarm bis mäßig nährstoffreich), Kontinentalitätszahl K = 4 (subkontinental).

### Fruchtfolge
Die Vorfruchtwirkung von Emmer ist mäßig, da die Übertragung von Krankheiten wie z. B. Halmbruch möglich ist. Die Selbstverträglichkeit ist nicht optimal, und aus diesem Grund sollte zwei Jahre danach kein Wintergetreide angebaut werden. Eine gute Vorfruchtwirkung auf Emmer haben Kartoffeln und Mais.

### Saat
Der Saatzeitpunkt liegt zwischen Mitte September und Mitte Oktober. Der Emmer ist sehr winterhart, da er Temperaturen bis ca. −20 °C aushält. Die Saatstärke sollte zwischen 150 und 200 kg/ha und die Saattiefe 4–6 cm betragen. Der Reihenabstand beträgt 10–25 cm. Da Emmer Spelzen hat, die rau und behaart sind, kann es zu Problemen bei der Aussaat kommen. Diese Probleme können umgangen werden, wenn man das Emmerkorn entspelzt.

## Bestandspflege

### Krankheiten und Schädlinge
Die häufigsten Krankheiten sind Pilzkrankheiten wie z. B. Mehltau, Roste, DTR, Septoria tritici und Halmbruch. Durch die Spelzen ist das Korn vor Ährenseptoria (Phaeosphaeria nodorum) und Fusarien geschützt. Bei früher Saat hat die Fritfliege als Schädling die bedeutendste Rolle.
Für die Unkrautregulierung kann ab dem Dreiblattstadium gestriegelt werden. Bei starkem Befall ist auch schonendes Striegeln ab dem Zweiblattstadium möglich.

### Ernte
Die Ernte des Emmer erfolgt Anfang bis Mitte August. Beim Dreschen mit einem Mähdrescher ist zu beachten, dass bei einer niedrigen Trommeldrehzahl und weniger Wind als bei Weizen geerntet wird. Eine Trocknung der Körner ist nicht erforderlich, wenn die Kornfeuchte unter 14,5 % liegt.
Die Lagerung des Korns ist sowohl mit als auch ohne Spelzen möglich.
Der Ertrag von Schwarzem Emmer liegt mit rund 30 Dezitonnen/Hektar weit unter dem Ertrag von Weizen mit 75 dt/ha. Aus diesem Grund ist der Anbau von Emmer seit dem Ersten Weltkrieg stark gesunken.
Emmer ist wenig standfest und enorm lagergefährdet.

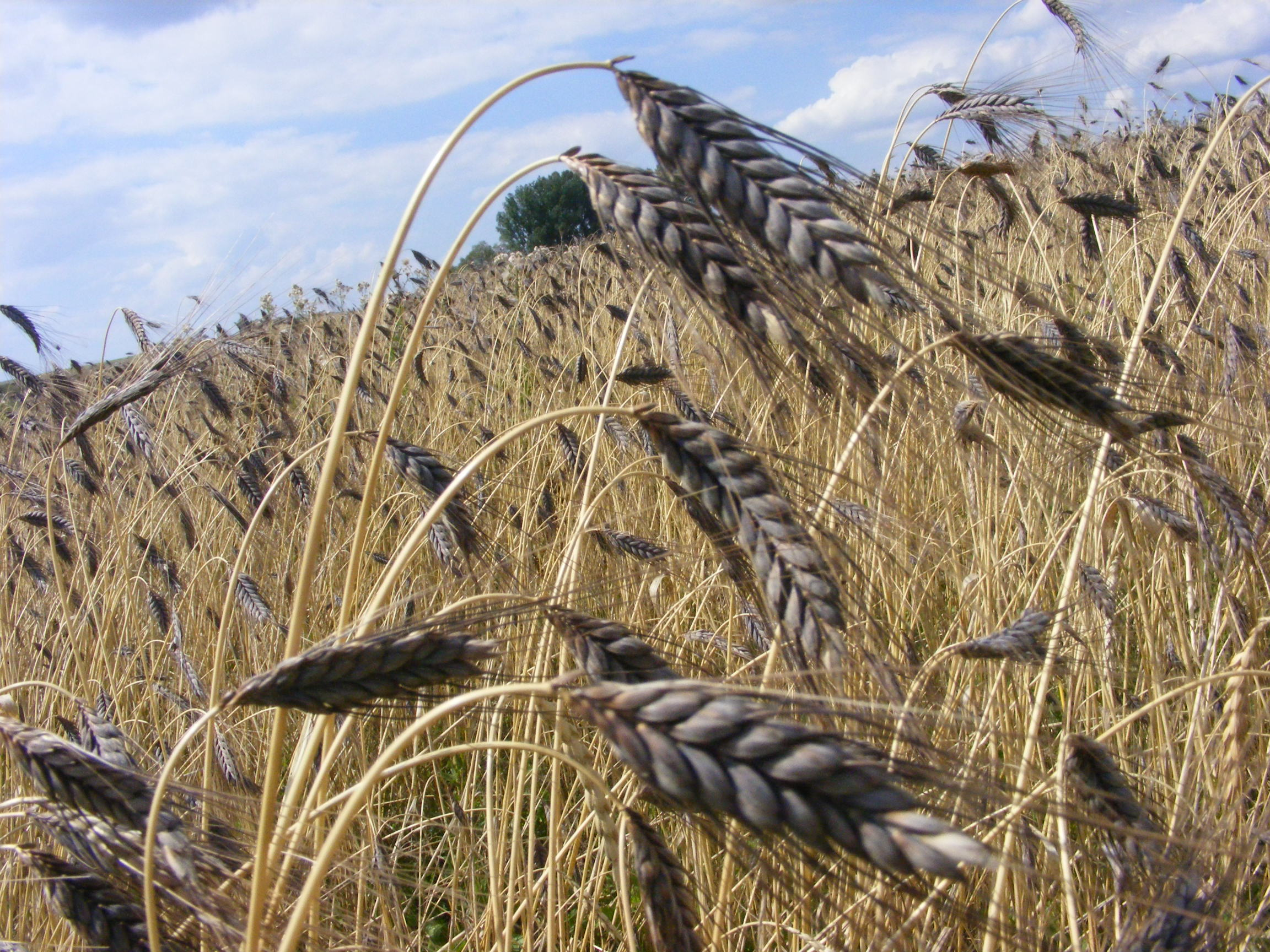
Schwarzer Emmer

## Schwarzer Emmer
Durch natürliche Selektion entstand aus dem Emmer der Schwarze Emmer (Triticum dicoccum var. atratum). Dieser wird als Wintergetreide angebaut, da er einen höheren Ertrag hat als Emmer. UV-bedingte Mutationen sind beim Schwarzen Emmer kaum möglich, da er sich durch seine schwarze Färbung gut davor schützen kann. Aus diesem Grund ist er genetisch das beständigste Getreide. Die Schwarzfärbung wird durch Beta-Carotin verursacht.